# Bernardo Fernandes da Silva
Bernardo Fernandes da Silva (São Paulo, 20 april 1965), ook wel kortweg Bernardo genoemd, is een voormalig Braziliaans voetballer.

## Braziliaans voetbalelftal
Bernardo debuteerde in 1989 in het Braziliaans nationaal elftal en speelde 5 interlands.